# أبو زيان (ليبيا)
أبو زيان قرية صغيرة من قري مدينة غريان في ليبيا. تبعد عن غريان المركز خمسة عشرة كيلو متر. قدر عددهم بـ 900 نسمة تقريبا حسب إحصائية سنة 1909م واليوم يقدر عدد سكانها بحوالي السبعة آلاف نسمة أو أكثر وهي تابعة للفرع البلدي بني خليفة ويضم تحته (10) محلات وتعتبر قرية أبوزيان هي المحلة الرئيسية لبني خليفة ففيها المستوصف العام ومركز شرطة الفرع البلدي لبني خليفة.
القبائل التي تسكن المنطقة:
1. (اولاد احمد) ومنهم اولاد ابوزيد وغرودة وغيرهم
2. (اولاد الحاج علي)ً ومنهم عائلة الفقيه والشيابين
3. (طواهرية) شعبة من الكميشات في القواسم.
4. (الجوابر) ومنهم الشيابين والبلاحسية

يوجد بها الكثير من أشجار الزيتون واللوز والتين والعنب
ويوجد بها عدد من المساجد أشهرها مسجد أبوزيان أو مسجد الجمعة المبني علي الطراز التركي
كما يوجد بها خزان النهر الصناعي
الذي يزود غريان وماجاورها بمياه
الشرب.
يحدها تغرنة وتبادوت واسادن والمغاربة وبوعياد
تعتبر أبوزيان أعلي منطقة في الجبل الغربي بأسره ولهذا أختير الخزان التابع للنهر الصناعي أن يكون بها
كما يهتم شباب ابوزيان بتربية الخيول ولديهم نادي خاص بالخيل ويمتلك أهل ابوزيان عقد خاص بهم ولطالما شارك فرسان
ابوزيان في العديد من المناسبات والنشاطات الاجتماعية وعروض الفرسان ولطالما كانت ارض جندوبة هي التي تحتضن هذه المناسبات

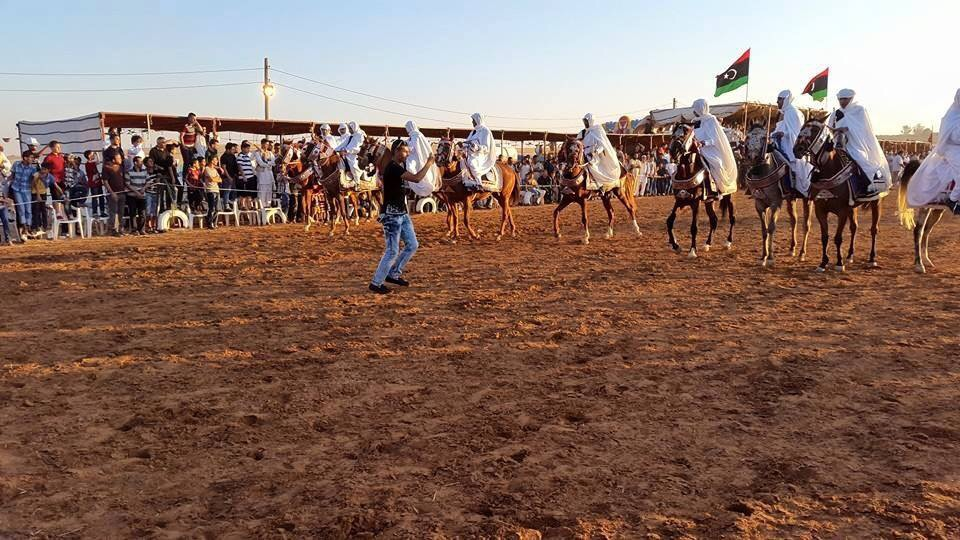
فرسان ابوزيان / جندوبة / نادي الخيل

وأيضا تعد أبوزيان من أول القرى انتفاضة في غريان 2011 في ثورة 17 فبراير حيث قامت بعملية نوعية كبيرة جدا
حيث قام ثوار القرية بالتمركز في الظهرات المقابلة للطريق السريع بوادي التفاح يوم 14 /8 /20011
وقامو بإغلاق الطريق السريق السريع بسيارت الخردة وانتظرو الفرصة
حيث قامت الكتائب بالعبور من السريع وهنا قام ثوار أبوزيان بمحاصرة كتائب القذافي وقامو بتدمير دبابتين وغنم
العديد من الآليات وأسر العديد من جند الكتائب.